# Alegorie Léta (Lysá nad Labem)
Alegorie Léta je socha, která je součástí souboru alegorií ročních období v zámeckém parku v Lysé nad Labem. Socha je situována na jižní stranu horní terasy. Je pravděpodobné, že toto místo zaujímala již od doby svého osazení do zámeckého parku v letech 1734 až 1735. Socha je z jemnozrnného pískovce šedobílé barvy s okrovými skvrnami. Socha byla vytesána v dílně Matyáše Bernarda Brauna, konkrétně Sochařem z Benátek, jímž by mohl být snad František Adámek. Socha patří do památkově chráněného zámeckého areálu.

## Popis
Alegorie Léta je pojata jakožto římská bohyně plodnosti a úrody Ceres (Démétér). Oděna je pouze do vzdušného pláště, sepnutého páskou vedenou přes její bříško. Plášť vytváří množství miskovitých záhybů. V pravé ruce drží srp, určený ke sklizni obilí. Za její levou odlehčenou nohou je svázaný snop obilí, ze kterého se snaží malinká kachna ukořistit pár klasů pro sebe. Celý snop bohyně úrody přidržuje mezi nohama tak, že část klasů zakrývá její klín. Výskyt obilí a srpu poukazují na důležitost žní, probíhajících právě v létě. O tom, jak důležité byly v dané době žně svědčí i to, že jsou zdůrazněny v celém lyském souboru hned dvakrát, a to kromě sochy Léta ještě u alegorie měsíce Srpna. Ceres zaujímá složitý postoj s barokní modifikací kontrapostu. V jejím postoji je extrémní zalomení v koleni, typické pro Braunovu dílnu v této době. Její kudrnaté kadeře zdobí opět věnec, tentokrát spletený z klasů obilí.